# أولمبيادا إيفانوفا
أولمبيادا فلاديميروفنا إيفانوفا (الروسية: Олимпиада Владимировна Иванова) هي متسابقة مشي روسية في اختصاص ال20 كلم ولدت في يوم 26 أغسطس 1970 في تشوفاشيا في روسيا، أبرز إنجازاتها هو فوزها بالميدالية الفضية في الألعاب الأولمبية الصيفية 2004 في أثينا في اليونان، كما فازت بالميدالية الذهبية في بطولة العالم لألعاب القوى 2001 في إدمونتون وبطولة العالم لألعاب القوى 2005 في هلسنكي.

## روابط خارجية
- أولمبيادا إيفانوفا على موقع الاتحاد الدولي لألعاب القوى (الإنجليزية)
- أولمبيادا إيفانوفا على موقع أوليمبيديا (الإنجليزية)